# 百里峡站
百里峽站，位于中华人民共和国河北省保定市涞水县三坡镇苟各庄村，是京原铁路上的火车站，建于1983年，由北京铁路局北京西车务段管辖。

## 車站周邊
- 涞水县百里峡艺术小镇
- 驿云精品客栈百里峡艺术小镇店
- 保定百里峡万濠假日酒店
- 拒马河
- 涞水野三坡红后方酒店
- 百里峡东方大酒店
- 乐家连锁酒店野三坡店
- 百里峡方磊酒店

## 业务办理
客运办理旅客乘降，行李，包裹托运业务。不办理货运业务。

## 歷史
- 建于1983年。
- 原站名为苟各庄站，2009年12月15日更改为现在的站名。

## 外部連結
- 中国铁路客户服务中心 （页面存档备份，存于）